# Hobart Alter
Pour les articles homonymes, voir Alter (homonymie).
 (mai 2013).
Si vous disposez d'ouvrages ou d'articles de référence ou si vous connaissez des sites web de qualité traitant du thème abordé ici, merci de compléter l'article en donnant les références utiles à sa vérifiabilité et en les liant à la section « Notes et références ».
Hobart « Hobie » Alter, né le 31 octobre 1933 à Ontario et mort le 29 mars 2014 à Palm Desert est un surfer/shaper des années 1950 à 1970, originaire de Californie et plus particulièrement de Laguna Beach (situé dans le comté d'Orange au nord de San Diego. Il est en grande partie à l'origine du shape moderne, ainsi que du développement de mousse de polyuréthane dans le surf, et dans un tout autre registre créateur des célèbres Hobie Cat.

## Éléments biographiques
Hobie découvre le surf vers l'âge de 15 ans. Sitôt séduit par l'engin, il fabrique sa première planche sous l'œil attentif de Walter Hoffman. Rapidement, il shape pour ses amis. Après avoir quitté l'université et rencontré un certain succès, il ouvre son premier « surfshop » à Dana Point en 1954. Il y avait peu de fabricants de planches aux États-Unis à cette époque, Dale Velzy et Hobie occupent rapidement l'essentiel du marché.
La plupart des planches sont encore fabriquées en Balsa et la mode du surf fait plâner l'ombre d'une pénurie de cette matière première assez rare. C'est donc un soulagement quand, vers 1956 Reichold Plastic se lance dans la production de pains de mousse polyuréthane.
Hobie commence à travailler sur cette nouvelle matière, qui est encore instable en termes de densité et de constance. Il cherche le moyen d'obtenir une mousse de qualité, avec une densité homogène, il confie donc ce projet à l'un de ses shapers, Gordon Clark. C'est ainsi que naît Clark Foam, la plus célèbre des marques de pains de mousse qui prend tout le monde de vitesse...
Hobie contribue fortement à l'essor de la culture surf, de par sa méticulosité dans la fabrication des planches, ainsi que par son implication dans le développement du sport via son surfteam, qui comprend quasiment tous les meilleurs surfeurs de l'époque. On peut citer notamment : Joey Cabell, Phil Edwards, Corky Carroll, Gary Propper, Mickey Munoz, Joyce Hoffman et Yancy Spencer
C'est encore Hobie qui est à l'origine des célèbres catamarans de plage Hobie Cat.
Il s'est inspiré d'un célèbre catamaran de Hawaï, le Manu Kaï créé par un personnage hors normes, Woody Brown (en), fils d'une riche famille ruinée par la crise de 1929, champion de vol à voile, qui passa la guerre comme observateur météo dans les îles du Pacifique (il était objecteur de conscience) et avait été fasciné par la vitesse des doubles pirogues à voile utilisées par les polynésiens. Avec sa connaissance des techniques de construction légère des planeurs, il améliora ce type d'embarcation et réalisa ce qui était un des plus rapides voiliers des années 1950, à bord duquel il embarquait les touristes des hôtels pour de brèves mais ébouriffantes navigations en bordure de plage dans les gros rouleaux de la plage de Waikiki.
Le mérite d'Hobart Alter fut de réaliser un petit Manu Kaï monoplace, apte à évoluer dans les grosses vagues déferlantes, le Hobie 14, premier d'une longue lignée de catamarans de sport (le 14 pieds, soit 4,20 mètres, fut suivi du Hobie 16, biplace et gréé en sloop, le catamaran le plus diffusé au monde avec plus de 100 000 exemplaires vendus, du 18 pieds et de bien d'autres).
Personnage emblématique d'un certain mode de vie californien et entrepreneur à succès, Hobart Alter a été honoré par la municipalité de Dana Point par un mémorial, une statue de bronze grandeur nature où il est représenté dévalant une grosse vague à la barre de son catamaran le plus iconique, le Hobie Cat 14

## Quelques dates
- 1950 : Fabrication de sa première planche.. ;
- 1954 : Ouverture du premier surfshop Hobie à Dana Point ;
- 1958 : Premières planches en mousse Pu et fibre de verre avec Grubby Clark ;
- 1962 : Premiers skateboards en polyuréthane qui marquent la plus grande avancée dans ce sport ;
- 1966 : Lancement de la ligne de vêtements Hobie ;
- 1968 : Hobie lance les premiers catamaran de plage avec le Hobie 14 ;
- 1970 : Lancement du Hobie 16, éclosion du « hobie way of life » ;
- 1972 : Le Hobie Cat 16 devient le catamaran de plage le plus vendu au monde ;
- 1982 : Hobie Sunglasses (lunettes de soleil)est né ;
- 1986 : Premier kayak, le Ski Alpha Wave ;
- 1987 : lancement d'une ligne de maillots de bains pour femme ;
- 1994 : Début de l'activité dédiée à la pêche avec le Hobie Float Cat ;
- 1995 : Lancement du premier trimaran à foil de série, le Hobie trifoiler ;
- 1996 : Hobie Lance son premier kayak en polyéthylène, le Hobie pursuit ;
- 1997 : Hobie invente le MirageDrive et révolutionne le déplacement en kayak en pédalant au lieu de pagayer ;
- 2001 : Premier kayak pêche équipé du système Miragedrive ;
- 2005 : Hobie lance son Stand Up Paddle ;
- 2007 : Premier kayak gonflable équipé du système de propulsion Miragedrive ;
- 2009 : Hobie lance le Mirage Pro Angler, un kayak suréquipé destiné à la pêche.